# Tropidurus itambere
Espèce
Tropidurus itambere est une espèce de sauriens de la famille des Tropiduridae.

## Répartition
Cette espèce est endémique du Brésil. Elle se rencontre dans les États de São Paulo, du Paraná, de Goiás et du Mato Grosso.

## Publication originale
- Rodrigues, 1987 : Sistematica, ecologia e zoogeografia dos Tropidurus do grupo torquatus ao sul do Rio Amazonas (Sauria, Iguanidae). Arquivos De Zoologia (Sao Paulo), vol. 31, n. 3, p. 105-230.